# Acleros bibundica
Acleros bibundica är en fjärilsart som beskrevs av Embrik Strand 1912. Acleros bibundica ingår i släktet Acleros och familjen tjockhuvuden. Inga underarter finns listade i Catalogue of Life.